# Oneida (New York)
Oneida ist eine US-amerikanische Stadt (City) im Madison County des Bundesstaats New York.  
Das U.S. Census Bureau ermittelte bei der Volkszählung 2020 eine Einwohnerzahl von 10.329.
Die Stadt wurde, wie auch das Oneida County und die nahegelegene Silber- und Porzellanmanufaktur, nach dem Oneida-Stamm benannt, der hier in der Kolonialzeit ein großes Territorium um den Oneida Lake hatte.
Die Stadt war der Standort der Oneida Community, einer sozialutopischen, religiösen Gemeinschaft.

## Geografie
Oneida ist nahezu zentral gelegen zwischen den Metropolen Montreal, Toronto, Buffalo, Boston und New York City. Es ist eine Stunde westlich von den Adirondack Mountains. Es liegt direkt südöstlich des Oneida Lake, des größten Sees, der komplett in New York liegt.

## Geschichte
Dieses Gebiet war während der Kolonialzeit Teil des Territoriums des Oneida-Stammes. Die Oneida waren eine der ursprünglichen Fünf Nationen des Irokesenbundes und viele ihrer Mitglieder waren Verbündete der Rebellen während des amerikanischen Revolutionskrieges. Danach wurden sie gezwungen, den größten Teil ihres Territoriums abzutreten, teilweise auf verfassungswidrige Weise an den Staat New York.
Die bundesstaatlich anerkannte Oneida Nation besitzt heute Land in dieser Gegend, wo auch einige Mitglieder leben. Sie betreibt das Turning Stone Casino und Resort in Verona. Sie ist einer von vier anerkannten Stämmen des Oneida-Volkes, der einzige im Bundesstaat.
In der Zeit nach der Revolution wurden das zentrale und westliche New York von vielen Einwanderern aus Neuengland besiedelt. Mit der Entwicklung des Eriekanals im frühen 19. Jahrhundert dehnte sich die Bewegung der Menschen in Richtung des Mittleren Westens aus, da Handel und Gewerbe zunahmen. Die Entwicklung von Oneida begann sich zu beschleunigen, als neue Handelswege erschlossen wurden, insbesondere in der Zeit nach dem Bau des Kanals und des Zubringers zum Oneida Lake und der damit verbundenen Eisenbahnstation, die die Stadt in die großen Handelsnetze der damaligen Zeit einband.
Das Dorf Oneida wurde am 20. Juni 1848 als Teil der größeren Stadt Lenox im Westen eingemeindet, aber jahrelange Reibereien zwischen den verschiedenen Stadtteilen veranlassten Oneida, sich 1896 als neue Town Oneida unabhängig zu etablieren. Die wurde später, am 28. März 1901, zur Stadt Oneida ernannt. Aufgrund seiner Geschichte ist der zentrale Teil der Stadt heute kompakt gestaltet und eine fußgängerfreundliche Gemeinde.

## Demografie
Nach der Volkszählung von 2010 leben in Oneida 11.393 Menschen. Die Bevölkerung teilt sich 2017 auf in 90,5 % nicht-hispanische Weiße, 1,6 % Afroamerikaner, 2,1 % amerikanische Ureinwohner, 0,4 % Asiaten, 0,3 % Ozeanier und 0,1 % mit zwei oder mehr Ethnizitäten. Hispanics oder Latinos machten 3,4 % der Bevölkerung aus. Das mittlere Haushaltseinkommen lag bei 43.402 US-Dollar und die Armutsquote bei 19,0 %.

## Persönlichkeiten
- Kenneth Hayes Miller (1876–1952), Maler, Grafiker und Kunstpädagoge